# Éjszaka a múzeumban 2.
Az Éjszaka a múzeumban 2. (eredeti cím: Night at the Museum 2: Battle of the Smithsonian) 2009-ben bemutatott amerikai kalandfilm-vígjátékot Shawn Levy rendezte. A főszereplők Ben Stiller, Amy Adams, Owen Wilson, Robin Williams, Hank Azaria és Steve Coogan. A film a folytatása az Éjszaka a múzeumban című filmnek, ami 2006-ban került bemutásra. A sorozat harmadik része az Éjszaka a múzeumban – A fáraó titka, amit 2014 karácsonyán mutattak be.

## Cselekmény
|  | Alább a cselekmény részletei következnek! |

Három évvel az első film eseményei után, Larry Daley, a New York-i Természetrajzi Múzeum egykori éjjeli őre most már nagymenő üzletember, alapítója és vezérigazgatója a Daley Devicies nevű mamutcégnek, mely különböző használati cikkek feltalálásával és eladásával foglalkozik. A Természetrajzi Múzeumban ezalatt felújítási munkát végeznek, ami azzal jár, hogy a régi kiállítási tárgyak közül rengeteg leselejtezésre kerül. A fölöslegesnek ítélt figurák a szövetségi archívumba kerülnek, a washingtoni Smithsonian Intézetbe. A tervek szerint Akmenrah fáraó aranytáblája a múzeumban marad, ami azt jelenti, hogy az elszállított kiállítási tárgyak többé nem kelhetnek életre. Larry azonban egyik este kap egy váratlan telefonhívást Jetedaiah-tól, miszerint Dexter, a majom ellopta a táblát, és életre keltette vele a Smithsonian Intézet kiállítási tárgyait, köztük Kamunrah-t, Akmenrah gonosz fivérét, aki véres harcot indított a tábla megszerzéséért. Aggódva a barátai épségéért, Larry Washingtonba utazik, hogy megmentse őket.
A Smithsonian-ben Larry egyenruhát ölt, és ott dolgozó éjjeli őrnek álcázza magát, hogy feltűnés nélkül bejuthasson az archívumba. Noha sikerül megszereznie a táblát, azt már nem tudja megakadályozni, hogy a múzeum kiállítási tárgyai ismét életre keljenek. Kamunrah felfedi a tervét Larrynek, miszerint a tábla erejével fel akarja támasztani a holtak seregét, hogy általuk uralma alá hajtsa a világot. 
Larry George Armstrong Custer tábornok és Amelia Earhart segítségével megszökik a fáraó elől, utóbbi vállalja, hogy Larry társául szegődik, ha további segítségre lenne szüksége. Kamunrah saját sereget toboroz magának, melynek tagjai Rettegett Iván, Bonaparte Napóleon, Al Capone, illetve az ő szolgálatukban álló katonák. Ők elfogják Larryt és Ameliát, de miután Kamunrah nem tudja megfelelően használni a táblát, egy óra ultimátumot ad Larrynek, hogy fordítsa le neki a hieroglifákat. Ha nem, akkor a seregével megöleti Larry barátait, akiket egy konténerbe zár és őrség alá helyez. 
Larry és Amelia versenyt futnak az idővel, hogy megoldást találjanak a problémára. Az út során Amelia beleszeret Larrybe, akinek érzései nem maradnak viszonzatlanok, de tudja, hogy ők ketten nem lehetnek együtt, hiszen Amelia viaszfigura. Arra azonban ráébreszti Larryt, hogy az új életmódja korántsem hozza annyira lázba, mint a korábbi.
Larry és Amelia A repülés történetét és a világűr felfedezését bemutató múzeumi részlegbe mennek, ahol találkoznak egy csapat Albert Einstein-figurával, akik megfejtik nekik a táblán lévő írást. A hieroglifák valójában egy rejtett számot tartalmaznak, ami nem más, mint a pi. Amikor felbukkan Kamunrah serege, hogy megszerezzék tőlük a fordítást, a páros elmenekül egy Wright Flyer-típusú repülőgépmodellen. Amelia vállalja, hogy segítséget szerez Larry barátainak megmentéséhez, míg Larry leköti Kamunrah figyelmét, de a fáraó végül kiszedi belőle a fordítást. A tábla titkos kombinációjával megnyitja a holtak világának kapuját, és több ezer Hórusz-harcost kelt életre. Azonban a Lincoln-emlékmű hat méter magas Abraham Lincoln-szobra (akivel Larryék korábban összebarátkoztak) betör a múzeumba, és termeténél fogva visszaijeszti a harcosokat a túlvilágra.
Amelia és Custer tábornok vezetésével nagyszabású sereg érkezik, hogy felvegye a harcot Kamunrah erői ellen. Észvesztő csata bontakozik ki a Smithsonian kiállítási tárgyai között, melyhez később a New York-i Természetrajzi Múzeum figurái is csatlakoznak. Egy Lincolntól kapott tanács alapján Larry összeugrasztja Rettegett Ivánt, Napóleont és Al Caponét, akik így elpártolnak Kamunrahtól. Larry titokban megbeszéli Ameliával, hogy a táblával nyissa meg újra a holtak kapuját, míg ő maga kardpárbajt vív Kamunrah-val. A párbaj azzal ér véget, hogy Larry visszalöki az elvetemült fáraót a túlvilágra.
Ameila hazarepíti Larryt és a barátait New Yorkba. Búcsúzáskor elárulja Larrynek, hogy nagyon is tisztában van vele, hogy csupán viaszfigura és hogy a mai éjszaka után többé nem kel majd életre, mégis nem érdekli, ameddig élete legnagyobb kalandját élhette át. Egy utolsó csókot vált Larry-vel, mielőtt visszarepül Washingtonba.
Larry úgy dönt, eladja a cégét és visszatér éjjeli őrnek a Természetrajzi Múzeumba. A vagyonát felajánlja a múzeum modernizálásra, azzal a kikötéssel, hogy a régi kiállítási tárgyak is megmaradnak. A múzeumban ettől kezdve éjszakai tárlatvezetést is tartanak, így a kiállítási tárgyak a nyilvánosság előtt élhetik éjszakai életüket, azzal a látszattal, hogy mechanikus szerkezetek vagy beöltözött színészek. Larry az egyik ilyen tárlat során megismerkedik egy Tess nevű nővel, aki nagyon hasonlít Ameliára. 
|  | Itt a vége a cselekmény részletezésének! |

## Szereplők

### Élőszereplők
| Szerep                  | Színész           | Magyar hang         |
| ----------------------- | ----------------- | ------------------- |
| Larry Daley             | Ben Stiller       | Kálloy Molnár Péter |
| Amelia Earhart          | Amy Adams         | Bogdányi Titanilla  |
| Theodore Roosevelt      | Robin Williams    | Mikó István         |
| Kamunrah                | Hank Azaria       | Forgács Gábor       |
| Jedediah Smith          | Owen Wilson       | Bolba Tamás         |
| Octavius                | Steve Coogan      | Tahi Tóth László    |
| Dr. McPhee              | Ricky Gervais     | Csankó Zoltán       |
| Nick Daley              | Jake Cherry       | Czető Ádám          |
| George Armstrong Custer | Bill Hader        | Kautzky Armand      |
| Rettegett Iván          | Christopher Guest | Szombathy Gyula     |
| Bonaparte Napóleon      | Alain Chabat      | Józsa Imre          |
| Al Capone               | Jon Bernthal      | Rajkai Zoltán       |
| Ahkmenrah               | Rami Malek        | Seszták Szabolcs    |
| George Foreman          | George Foreman    | Papp János          |
| Brundon, biztonsági őr  | Jonah Hill        | Kerekes József      |
| Larry asszisztense      | Ed Helms          | Fesztbaum Béla      |
| New York-i riporternő   | Regina Taufen     | Hirling Judit       |

### Szinkronhangok
| Szereplő                  | Eredeti hang   | Magyar hang    |
| ------------------------- | -------------- | -------------- |
| Abraham Lincoln szobra    | Hank Azaria    | Reviczky Gábor |
| A Gondolkodó szobor       | Hank Azaria    | Hajdu Steve    |
| Albert Einstein-figurák   | Eugene Levy    | Pálfai Péter   |
| Cupido angyalok           | Jonas Brothers | Eredeti hangon |
| Húsvét-szigeteki szobor   | Brad Garrett   | Tarján Péter   |
| Theodore Roosevelt szobra | Robin Williams | Mikó István    |

## Díjak
| Év   | Díj                | Kategória                 | Jelölt                 | Eredmény |
| ---- | ------------------ | ------------------------- | ---------------------- | -------- |
| 2009 | Teen Choice Awards | Választott vígjáték       | Éjszaka a múzeumban 2. | Elnyerte |
| 2010 | MTV Movie Awards   | Legjobb vígjáték alakítás | Ben Stiller            | Jelölve  |

## Médiakiadás
Az Éjszaka a múzeumban 2. 2009. december 1-jén jelent meg DVD-n és Blu-rayen, 1, illetve 2 lemezes extra változatban is.